# Список птахів Руанди
Це список видів птахів, зареєстрованих у Руанді. Авіфауна Руанди включає загалом 704 підтверджених види. 22 видам загрожують зникнення, а 2 види —інтродуковані.
- (А) Випадковий — вид, який рідко або випадково трапляється в Руанді
- (I) Інтродукований — вид, інтродукований в Руанді як прямий чи непрямий наслідок людських дій
- (Ex) Extirpated — вид, який більше не зустрічається в Руанді, хоча популяції існують в інших країнах.

## Гусеподібні
Родина Качкові (Anatidae)
- Свистач білоголовий, Dendrocygna viduata  LC
- Свистач рудий, Dendrocygna bicolor  LC
- Стромярка, Thalassornis leuconotus  LC
- Качка шишкодзьоба, Sarkidiornis melanotos  LC
- Качка екваторіальна, Pteronetta hartlaubii (A)
- Каргарка нільська, Alopochen aegyptiaca  LC
- Шпорокрил, Plectropterus gambensis  LC
- Чирянка-крихітка африканська, Nettapus auritus  LC
- Чирянка велика, Spatula querquedula  LC
- Чирянка жовтощока, Spatula hottentota  LC
- Широконіска північна, Spatula clypeata  LC
- Качка чорна, Anas sparsa  LC
- Крижень жовтодзьобий, Anas undulata  LC
- Шилохвіст червонодзьобий, Anas erythrorhyncha  LC
- Шилохвіст північний, Anas acuta  LC
- Чирянка мала, Anas crecca (А)  LC
- Чернь червоноока, Netta erythrophthalma  LC
- Савка африканська, Oxyura maccoa  VU

## Куроподібні
Родина Цесаркові (Numididae)
- Цесарка, Numida meleagris
- Цесарка чубата, Guttera pucherani (A)

Родина Фазанові (Phasianidae)
- Перепілка африканська, Synoicus adansonii  LC
- Перепілка звичайна, Coturnix coturnix  LC
- Перепілка-арлекін, Coturnix delegorguei  LC
- Турач угандійський, Pternistis nobilis  LC
- Турач тропічний, Pternistis squamatus  LC
- Турач східний, Pternistis hildebrandti  LC
- Турач рудогорлий, Pternistis afer  LC
- Турач чубатий, Ortygornis sephaena (А)  LC
- Турач вохристоголовий, Peliperdix coqui  LC
- Турач рудокрилий, Scleroptila levaillantii  LC
- Турач світлобровий, Scleroptila streptophora  NT
- Турач Шелі, Scleroptila shelleyi  LC

## Фламінгоподібні
Родина Фламінгові (Phoenicopteridae)
- Фламінго малий, Phoenicoparrus minor (A)

## Пірникозоподібні
Родина Пірникозові (Podicipedidae)
- Пірникоза мала, Tachybaptus ruficollis
- Пірникоза велика, Podiceps cristatus

## Голубоподібні
Родина Голубові (Columbidae)
- Голуб сизий, Columba livia (I)  LC
- Голуб цяткований, Columba guinea  LC
- Голуб конголезький, Columba unicincta
- Голуб жовтоокий, Columba arquatrix  LC
- Голуб білощокий, Columba larvata  LC
- Горлиця темна, Streptopelia lugens  LC
- Горлиця суданська, Streptopelia decipiens  LC
- Горлиця червоноока, Streptopelia semitorquata  LC
- Горлиця південна, Streptopelia capicola  LC
- Горлиця мала , Streptopelia senegalensis  LC
- Горлиця сомалійська, Turtur chalcospilos  LC
- Горлиця рожевочерева, Turtur afer  LC
- Горлиця білолоба, Turtur tympanistria  LC
- Горлиця капська, Oena capensis  LC
- Вінаго африканський, Treron calvus  LC

## Дрохвоподібні
Родина Дрохвові (Otididae)
- Дрохва кафрська, Neotis denhami
- Дрохва чорночерева, Lissotis melanogaster

## Туракоподібні
Родина Туракові (Musophagidae)
- Турако блакитний, Corythaeola cristata
- Турако чорнодзьобий, Tauraco schuettii
- Турако білочубий, Tauraco leucolophus (A)
- Турако фіолетовочубий, Tauraco porphyreolophus
- Турако гребінчастий, Ruwenzorornis johnstoni
- Турако червоночубий, Musophaga rossae
- Галасник гологорлий, Corythaixoides personatus
- Галасник руандійський, Crinifer zonurus

## Зозулеподібні
Родина Зозулеві (Cuculidae)
- Коукал ефіопський, Centropus monachus  LC
- Коукал білобровий, Centropus superciliosus  LC
- Коукал африканський, Centropus grillii  LC
- Малкога жовтодзьоба, Ceuthmochares aereus  LC
- Зозуля чубата, Clamator glandarius  LC
- Зозуля африканська, Clamator levaillantii  LC
- Зозуля строката, Clamator jacobinus  LC
- Зозуля товстодзьоба, Pachycoccyx audeberti  LC
- Дідрик білощокий, Chrysococcyx caprius  LC
- Дідрик білочеревий Chrysococcyx klaas  LC
- Дідрик жовтогрудий, Chrysococcyx cupreus  LC
- Зозуля-довгохвіст гірська, Cercococcyx montanus  LC
- Зозуля чорна, Cuculus clamosus  LC
- Зозуля червоновола, Cuculus solitarius  LC
- Зозуля саванова, Cuculus gularis  LC
- Зозуля мадагаскарська, Cuculus rochii  LC
- Зозуля звичайна, Cuculus canorus  LC

## Дрімлюгоподібні
Родина Дрімлюгові (Caprimulgidae)
- Дрімлюга-прапорокрил ангольський, Caprimulgus vexillarius
- Дрімлюга звичайний, Caprimulgus europaeus
- Дрімлюга рудогорлий, Caprimulgus nigriscapularis
- Дрімлюга міомбовий, Caprimulgus pectoralis
- Дрімлюга гірський, Caprimulgus poliocephalus
- Дрімлюга болотяний, Caprimulgus natalensis
- Дрімлюга плямистий, Caprimulgus tristigma
- Дрімлюга ефіопський, Caprimulgus clarus (A)
- Дрімлюга габонський, Caprimulgus fossii

Родина Серпокрильцеві (Apodidae)
- Серпокрилець зімбабвійський, Schoutedenapus myoptilus
- Серпокрилець білочеревий, Apus melba
- Серпокрилець еритрейський, Apus aequatorialis
- Серпокрилець чорний, Apus apus
- Серпокрилець капський, Apus barbatus
- Серпокрилець малий, Apus affinis
- Серпокрилець ефіопський, Apus horus
- Серпокрилець білогузий, Apus caffer
- Серпокрилець пальмовий, Cypsiurus parvus

## Журавлеподібні
Родина Sarothruridae
- Погонич білоплямистий, Sarothrura pulchra
- Погонич жовтоплямистий, Sarothrura elegans
- Погонич рудоволий, Sarothrura rufa
- Погонич африканський, Sarothrura boehmi

Родина Пастушкові (Rallidae)
- Пастушок африканський, Rallus caerulescens
- Деркач, Crex crex
- Деркач африканський, Crex egregia
- Курочка мала, Paragallinula angulata
- Курочка водяна, Gallinula chloropus
- Лиска африканський, Fulica cristata
- Султанка африканська, Porphyrio alleni
- Султанка зеленоспинна, Porphyrio madagascariensis
- Погонич буроголовий, Aenigmatolimnas marginalis
- Багновик африканський, Zapornia flavirostra
- Погонич-крихітка, Zapornia pusilla

Родина Лапчастоногові (Heliornithidae)
- Лапчастоніг африканський, Podica senegalensis

Родина Журавлеві (Gruidae)
- Журавель-вінценос південний, Balearica regulorum

## Сивкоподібні
Родина Лежневі (Burhinidae)
- Лежень заїрський, Burhinus vermiculatus
- Лежень плямистий, Burhinus capensis (A)

Родина Чоботарові (Recurvirostridae)
- Кулик-довгоніг, Himantopus himantopus
- Чоботар, Recurvirostra avosetta (A)

Родина Сивкові (Charadriidae)
- Сивка морська, Pluvialis squatarola (A)
- Чайка білоголова, Vanellus crassirostris
- Чайка строката, Vanellus armatus (A)
- Чайка шпорова, Vanellus spinosus
- Чайка вусата, Vanellus albiceps (A)
- Чайка мала, Vanellus lugubris
- Чайка чорнолоба, Vanellus coronatus
- Чайка сенегальська, Vanellus senegallus
- Чайка рудогруда, Vanellus superciliosus
- Пісочник монгольський, Charadrius mongolus (A)
- Пісочник каспійський, Charadrius asiaticus
- Пісочник-пастух, Charadrius pecuarius
- Пісочник великий, Charadrius hiaticula
- Пісочник малий, Charadrius dubius (A)
- Пісочник білобровий, Charadrius tricollaris
- Пісочник буроголовий, Charadrius forbesi (A)
- Пісочник білолобий, Charadrius marginatus

Родина Мальованцеві (Rostratulidae)
- Мальованець афро-азійський, Rostratula benghalensis

Родина Яканові (Jacanidae)
- Якана мала, Microparra capensis
- Якана африканська, Actophilornis africanus

Родина Баранцеві (Scolopacidae)
- Кульон середній, Numenius phaeopus (A)
- Кульон великий, Numenius arquata (A)
- Грицик великий, Limosa limosa (A)
- Крем'яшник звичайний, Arenaria interpres (A)
- Побережник ісландський, Calidris canutus (A)
- Брижач, Calidris pugnax
- Побережник болотяний, Calidris falcinellus (A)
- Побережник червоногрудий, Calidris ferruginea
- Побережник білохвостий, Calidris temminckii
- Побережник білий, Calidris alba
- Побережник малий, Calidris minuta
- Баранець беликий, Gallinago media
- Баранець звичайний, Gallinago gallinago
- Баранець африканський, Gallinago nigripennis
- Мородунка, Xenus cinereus (A)
- Набережник палеарктичний, Actitis hypoleucos
- Коловодник лісовий, Tringa ochropus
- Коловодник чорний, Tringa erythropus
- Коловодник великий, Tringa nebularia
- Коловодник ставковий, Tringa stagnatilis
- Коловодник болотяний, Tringa glareola
- Коловодник звичайний, Tringa totanus (A)

Родина Триперсткові (Turnicidae)
- Триперстка африканська, Turnix sylvatica
- Turnix nanus

Родина Дерихвостові (Glareolidae)
- Бігунець малий, Cursorius temminckii
- Бігунець червононогий, Rhinoptilus chalcopterus
- Дерихвіст лучний, Glareola pratincola
- Дерихвіст степовий, Glareola nordmanni (A)
- Дерихвіст скельний, Glareola nuchalis (A)
- Дерихвіст попелястий, Glareola cinerea (A)

Родина Мартинові (Laridae)
- Мартин сіроголовий, Chroicocephalus cirrocephalus
- Мартин звичайний, Chroicocephalus ridibundus (A)
- Мартин чорнокрилий, Larus fuscus
- Крячок чорнодзьобий, Gelochelidon nilotica
- Крячок каспійський, Hydroprogne caspia (A)
- Крячок чорний, Chlidonias niger (A)
- Крячок білокрилий, Chlidonias leucopterus
- Крячок білощокий, Chlidonias hybrida (А)
- Крячок бенгальський, Thalasseus bengalensis (A)
- Водоріз африканський, Rynchops flavirostris

## Лелекоподібні
Родина Лелекові (Ciconiidae)
- Лелека-молюскоїд африканський, Anastomus lamelligerus
- Лелека чорний, Ciconia nigra (A)
- Лелека африканський, Ciconia abdimii
- Лелека тропічний, Ciconia microscelis
- Лелека білий, Ciconia ciconia
- Ябіру сенегальський, Ephippiorhynchus senegalensis
- Марабу африканський, Leptoptilos crumenifer
- Лелека-тантал африканський, Mycteria ibis

## Сулоподібні
Родина Змієшийкові (Anhingidae)
- Змієшийка африканська, Anhinga rufa

Родина Бакланові (Phalacrocoracidae)
- Баклан африканський, Microcarbo africanus
- Баклан великий, Phalacrocorax carbo

## Пеліканоподібні
Родина Пеліканові (Pelecanidae)
- Пелікан рожевий, Pelecanus onocrotalus
- Пелікан африканський, Pelecanus rufescens

Родина Китоголовові (Balaenicipididae)
- Китоголов, Balaeniceps rex

Родина Молотоголовові (Scopidae)
- Молотоголов, Scopus umbretta

Родина Чаплеві (Ardeidae)
- Бугайчик, Ixobrychus minutus
- Бугайчик африканський, Ixobrychus sturmii
- Чапля сіра, Ardea cinerea
- Чапля чорноголова, Ardea melanocephala
- Чапля-велетень, Ardea goliath
- Чапля руда, Ardea purpurea
- Чепура велика, Ardea alba
- Чепура середня, Ardea intermedia
- Чепура мала, Egretta garzetta
- Чапля рифова, Egretta gularis (A)
- Чепура чорна, Egretta ardesiaca
- Чапля єгипетська, Bubulcus ibis
- Чапля жовта, Ardeola ralloides
- Чапля синьодзьоба, Ardeola idae
- Чапля рудочерева, Ardeola rufiventris
- Чапля мангрова, Butorides striata
- Квак, Nycticorax nycticorax
- Квак білобокий, Gorsachius leuconotus (A)

Родина Ібісові (Threskiornithidae)
- Коровайка, Plegadis falcinellus
- Ібіс священний, Threskiornis aethiopicus
- Гагедаш, Bostrychia hagedash
- Косар африканський, Platalea alba

## Яструбоподібні
Родина Птахи-секретарі (Sagittariidae)
- Птах-секретар, Sagittarius serpentarius

Родина Скопові (Pandionidae)
- Скопа, Pandion haliaetus

Родина Яструбові (Accipitridae)
- Шуліка чорноплечий, Elanus caeruleus  LC
- Яструб-сивець африканський, Polyboroides typus  LC
- Гриф пальмовий, Gypohierax angolensis  LC
- Осоїд, Pernis apivorus  LC
- Шуляк африканський, Aviceda cuculoides  LC
- Гриф білоголовий, Trigonoceps occipitalis  CR
- Гриф африканський, Torgos tracheliotus  EN
- Стерв'ятник бурий, Necrosyrtes monachus  CR
- Сип африканський, Gyps africanus  CR
- Сип плямистий, Gyps rueppelli  CR
- Орел-блазень, Terathopius ecaudatus  NT
- Змієїд африканський, Circaetus beaudouini (А)  VU
- Змієїд чорноволий, Circaetus pectoralis  LC
- Змієїд бурий, Circaetus cinereus  LC
- Змієїд бурогрудий, Circaetus cinerascens  LC
- Шуліка-широкорот, Macheiramphus alcinus  LC
- Орел вінценосний, Stephanoaetus coronatus  NT
- Орел-боєць, Polemaetus bellicosus  VU
- Орел довгочубий, Lophaetus occipitalis  LC
- Підорлик малий, Clanga pomarina  LC
- Орел білоголовий, Hieraaetus wahlbergi  LC
- Орел-карлик, Hieraaetus pennatus  LC
- Орел-карлик Айреса, Hieraaetus ayresii  LC
- Орел рудий, Aquila rapax  VU
- Орел степовий, Aquila nipalensis  EN
- Орел-чубань африканський, Aquila africana  LC
- Орел кафрський, Aquila verreauxii  LC
- Орел-карлик африканський, Aquila spilogaster  LC
- Яструб-ящірколов, Kaupifalco monogrammicus  LC
- Яструб-крикун темний, Melierax metabates (А)  LC
- Габар, Micronisus gabar  LC
- Канюк африканський, Butastur rufipennis А  LC
- Лунь очеретяний, Circus aeruginosus  LC
- Лунь африканський, Circus ranivorus  LC
- Лунь степовий, Circus macrourus  NT
- Лунь лучний, Circus pygargus  LC
- Яструб ангольський, Accipiter tachiro  LC
- Яструб туркестанський, Accipiter badius  LC
- Яструб сенегальський, Accipiter erythropus (A)
- Яструб савановий, Accipiter minullus  LC
- Яструб намібійський, Accipiter ovampensis  LC
- Яструб кенійський, Accipiter rufiventris  LC
- Яструб чорний, Accipiter melanoleucus  LC
- Шуліка чорний, Milvus migrans  LC
- Орлан-крикун, Haliaeetus vocifer  LC
- Канюк звичайний, Buteo buteo  LC
- Канюк плямистогрудий, Buteo oreophilus  NT
- Канюк-авгур, Buteo augur  LC

## Совоподібні
Родина Сипухові (Tytonidae)
- Сипуха африканська, Tyto capensis
- Сипуха, Tyto alba
- Лехуза заїрська, Phodilus prigoginei (A)

Родина Совові (Strigidae)
- Сплюшка африканська, Otus senegalensis
- Сплюшка південна, Ptilopsis granti
- Пугач африканський, Bubo africanus
- Пугач гвінейський, Bubo poensis
- Пугач блідий, Bubo lacteus
- Сова-рибоїд смугаста, Scotopelia peli (A)
- Сичик-горобець савановий, Glaucidium perlatum
- Сичик-горобець рудобокий, Glaucidium tephronotum
- Сичик-горобець мозамбіцький, Glaucidium capense (A)
- Сичик-горобець рифтовий, Glaucidium albertinum
- Сова-лісовик африканська, Strix woodfordii
- Сова ефіопська, Asio abyssinicus (A)
- Сова африканська, Asio capensis

## Чепігоподібні
Родина Чепігові (Coliidae)
- Чепіга бурокрила, Colius striatus
- Паяро синьошиїй, Urocolius macrourus

## Трогоноподібні
Родина Трогонові (Trogonidae)
- Трогон зелений, Apaloderma narina  LC
- Трогон смугастохвостий, Apaloderma vittatum  LC

## Bucerotiformes
Родина Одудові (Upupidae)
- Одуд, Upupa epops

Родина Слотнякові (Phoeniculidae)
- Слотняк пурпуровий, Phoeniculus purpureus
- Слотняк білоголовий, Phoeniculus bollei
- Слотняк рудоголовий, Phoeniculus castaneiceps
- Ірисор великий, Rhinopomastus cyanomelas

Родина: Кромкачові (Bucorvidae)
- Кромкач кафрський, Bucorvus leadbeateri

Родина Птахи-носороги (Bucerotidae)
- Токо бурий, Lophoceros alboterminatus
- Токо плямистодзьобий, Lophoceros nasutus
- Калао сірощокий, Bycanistes subcylindricus

## Сиворакшоподібні
Родина Рибалочкові (Alcedinidae)
- Рибалочка кобальтовий, Alcedo semitorquata  LC
- Рибалочка бірюзовий, Alcedo quadribrachys  LC
- Рибалочка діадемовий, Corythornis cristatus  LC
- Рибалочка-крихітка синьоголовий, Ispidina picta  LC
- Альціон сіроголовий, Halcyon leucocephala  LC
- Альціон сенегальський, Halcyon senegalensis  LC
- Альціон блакитний, Halcyon malimbica (А)  LC
- Альціон буроголовий, Halcyon albiventris (А)  LC
- Альціон малий, Halcyon chelicuti  LC
- Рибалочка-чубань африканський, Megaceryle maxima  LC
- Рибалочка строкатий, Ceryle rudis  LC

Родина Бджолоїдкові (Meropidae)
- Бджолоїдка білолоба, Merops bullockoides
- Бджолоїдка карликова, Merops pusillus
- Бджолоїдка синьовола, Merops variegatus
- Бджолоїдка суданська, Merops oreobates
- Бджолоїдка вилохвоста, Merops hirundineus (A)
- Бджолоїдка білогорла, Merops albicollis
- Бджолоїдка зелена, Merops persicus
- Бджолоїдка оливкова, Merops superciliosus
- Бджолоїдка звичайна, Merops apiaster
- Merops nubicoides

Родина Сиворакшові (Coraciidae)
- Сиворакша, Coracias garrulus
- Сиворакша рожевовола, Coracias caudatus
- Сиворакша білоброва, Coracias naevius (A)
- Широкорот африканський, Eurystomus glaucurus

## Дятлоподібні
Родина Lybiidae
- Барбудо жовтодзьобий, Trachyphonus purpuratus  LC
- Барбудо чубатий, Trachyphonus vaillantii
- Барбікан сіроголовий, Gymnobucco bonapartei  LC
- Барбіон жовтоголовий, Pogoniulus coryphaea
- Барбіон золотогузий, Pogoniulus bilineatus  LC
- Барбіон жовтолобий, Pogoniulus chrysoconus  LC
- Лібія-зубодзьоб жовтоока, Tricholaema lachrymosa  LC
- Лібія білолоба, Lybius leucocephalus  LC
- Лібія руандійська, Lybius rubrifacies
- Лібія чорношия, Lybius torquatus  LC
- Лібія червона, Lybius bidentatus  LC

Родина Воскоїдові (Indicatoridae)
- Ковтач сіроголовий, Prodotiscus zambesiae (A)
- Ковтач світлочеревий, Prodotiscus regulus
- Воскоїд короткодзьобий, Indicator pumilio
- Воскоїд гвінейський, Indicator willcocksi
- Воскоїд крихітний, Indicator exilis
- Воскоїд малий, Indicator minor
- Воскоїд строкатий, Indicator variegatus
- Воскоїд великий, Indicator indicator

Родина Дятлові (Picidae)
- Крутиголовка африканська, Jynx ruficollis  LC
- Дятел камерунський, Dendropicos elliotii  LC
- Дятел угандійський, Dendropicos poecilolaemus  LC
- Дятел сірощокий, Dendropicos fuscescens  LC
- Дятел бородатий, Chloropicus namaquus  LC
- Дятел сірошиїй, Dendropicos goertae  LC
- Дятел оливковий, Dendropicos griseocephalus  LC
- Дятлик термітовий, Pardipicus nivosus  LC
- Campethera taeniolaema  LC
- Дятлик зеленокрилий, Campethera cailliautii  LC
- Дятлик нубійський, Campethera nubica  LC
- Дятлик акацієвий, Campethera bennettii
- Дятлик золотохвостий, Campethera abingoni  LC

## Соколоподібні
Родина Соколові (Falconidae)
- Сокіл-крихітка африканський, Polihierax semitorquatus (A)
- Боривітер степовий, Falco naumanni
- Боривітер звичайний, Falco tinnunculus
- Боривітер сірий, Falco ardosiaceus
- Турумті, Falco chicquera
- Кібчик, Falco vespertinus
- Кібчик амурський, Falco amurensis (A)
- Підсоколик Елеонори, Falco eleonorae (A)
- Підсоколик сірий, Falco concolor
- Підсоколик великий, Falco subbuteo
- Підсоколик африканський, Falco cuvierii
- Ланнер, Falco biarmicus
- Сапсан, Falco peregrinus

## Папугоподібні
Родина Psittaculidae
- Нерозлучник гвінейський, Agapornis pullarius
- Нерозлучник Фішера, Agapornis fischeri (A)

Родина Psittacidae
- Папуга сірий, Psittacus erithacus
- Poicephalus fuscicollis
- Папуга-довгокрил жовтоплечий, Poicephalus meyeri

## Горобцеподібні
Родина Смарагдорогодзьобові (Calyptomenidae)
- Широкодзьоб чорноголовий, Smithornis capensis

Родина Пітові (Pittidae)
- Піта ангольська, Pitta angolensis

Родина Личинкоїдові (Campephagidae)
- Шикачик сірий, Ceblepyris caesius  LC
- Шикачик білочеревий, Ceblepyris pectoralis  LC
- Личинкоїд південний, Campephaga flava  LC
- Личинкоїд західний, Campephaga petiti  LC
- Личинкоїд червоноплечий, Campephaga phoenicea  LC

Родина Вивільгові (Oriolidae)
- Вивільга звичайна, Oriolus oriolus
- Вивільга золота, Oriolus auratus
- Вивільга південна, Oriolus larvatus
- Вивільга гірська, Oriolus percivali

Родина Прирітникові (Platysteiridae)
- Прирітник рубіновобровий, Platysteira cyanea
- Прирітник чорногорлий, Platysteira peltata (A)
- Прирітка жовточерева, Platysteira concreta
- Приріт рувензорський, Batis diops
- Приріт білобокий, Batis molitor

Родина Вангові (Vangidae)
- Багадаїс білочубий, Prionops plumatus
- Багадаїс рудочеревий, Prionops rufiventris

Родина Гладіаторові (Malaconotidae)
- Брубру, Nilaus afer  LC
- Кубла північна, Dryoscopus gambensis  LC
- Кубла строката, Dryoscopus cubla  LC
- Кубла червоноока, Dryoscopus senegalensis (A)
- Кубла сіра, Dryoscopus angolensis  LC
- Чагра чорноголова, Bocagia minuta  LC
- Чагра велика, Tchagra senegalus  LC
- Чагра буроголова, Tchagra australis  LC
- Гонолек масковий, Laniarius luehderi  LC
- Гонолек тропічний, Laniarius major  LC
- Гонолек жовтоокий, Laniarius erythrogaster  LC
- Гонолек жовтоголовий, Laniarius mufumbiri  NT
- Гонолек ефіопський, Laniarius funebris  LC
- Гонолек бурундійський, Laniarius willardi
- Гонолек приозерний, Laniarius holomelas
- Гонолек гірський, Laniarius poensis
- Вюргер білобровий, Chlorophoneus bocagei (Ex)  LC
- Вюргер золотистий, Chlorophoneus sulfureopectus  LC
- Вюргер різнобарвний, Chlorophoneus multicolor
- Вюргер червонолобий, Telophorus dohertyi  LC
- Гладіатор схиловий, Malaconotus lagdeni
- Гладіатор сіроголовий, Malaconotus blanchoti  LC

Родина Дронгові (Dicruridae)
- Дронго вилохвостий, Dicrurus adsimilis
- Дронго узлісний, Dicrurus modestus

Родина Монархові (Monarchidae)
- Монарх східний, Trochocercus cyanomelas  LC
- Монарх-довгохвіст африканський, Terpsiphone viridis  LC

Родина Сорокопудові (Laniidae)
- Сорокопуд терновий, Lanius collurio
- Lanius phoenicuroides, Lanius phoenicuroides (A)
- Сорокопуд рудохвостий, Lanius isabellinus (A)
- Сорокопуд чорнолобий, Lanius minor
- Сорокопуд чорноплечий, Lanius excubitoroides
- Сорокопуд білокрилий, Lanius mackinnoni
- Lanius humeralis, Lanius humeralis
- Сорокопуд міомбовий, Lanius souzae
- Сорокопуд червоноголовий, Lanius senator (A)

Родина Воронові (Corvidae)
- Крук строкатий, Corvus albus
- Крук великодзьобий, Corvus albicollis

Родина Оксамитникові (Hyliotidae)
- Оксамитник жовточеревий, Hyliota flavigaster
- Оксамитник фіолетовий, Hyliota violacea

Родина Stenostiridae
- Ельмінія сиза, Elminia albicauda
- Ельмінія білочерева, Elminia albiventris
- Ельмінія гірська, Elminia albonotata

Родина Синицеві (Paridae)
- Синиця африканська, Melaniparus leucomelas  LC
- Синиця одноколірна, Melaniparus funereus  LC
- Синиця екваторіальна, Melaniparus fasciiventer  LC

Родина Ремезові (Remizidae)
- Ремез сірий, Anthoscopus caroli

Родина Жайворонкові (Alaudidae)
- Фірлюк дроздовий, Pinarocorys nigricans (A)
- Фірлюк африканський, Mirafra africana
- Фірлюк коричневий, Mirafra rufocinnamomea
- Жайворонок малий, Calandrella cinerea

Родина Macrosphenidae
- Кромбек білобровий, Sylvietta leucophrys
- Кромбек рудий, Sylvietta whytii
- Очеретянка вусата, Melocichla mentalis
- Тектонік, Graueria vittata

Родина Тамікові (Cisticolidae)
- Жовтобрюшка світлоброва, Eremomela icteropygialis  LC
- Жовтобрюшка маскова, Eremomela canescens (А)  LC
- Жовтобрюшка південна, Eremomela scotops  LC
- Принія білогорла, Schistolais leucopogon  LC
- Нікорник рудобокий, Oreolais ruwenzorii  LC
- Зебринка міомбова, Calamonastes undosus  LC
- Цвіркач сіробокий, Camaroptera brevicaudata  LC
- Цвіркач оливковий, Camaroptera chloronota  LC
- Акаційовик, Phyllolais pulchella  LC
- Нікорник біловусий, Apalis jacksoni  LC
- Нікорник чорнощокий, Apalis personata
- Нікорник жовтоволий, Apalis flavida  LC
- Нікорник сріблистий, Apalis argentea
- Нікорник рудогорлий, Apalis porphyrolaema  LC
- Нікорник чорноголовий, Apalis melanocephala  LC
- Нікорник сірий, Apalis cinerea  LC
- Принія африканська, Prinia subflava  LC
- Prinia melanops  NE
- Жалівник рудий, Bathmocercus rufus  LC
- Вільговець рудогорлий, Eminia lepida  LC
- Таміка рудощока, Cisticola erythrops  LC
- Таміка співоча, Cisticola cantans  LC
- Таміка голосиста, Cisticola woosnami  LC
- Таміка каштановоголова, Cisticola chubbi  LC
- Таміка скельна, Cisticola emini  LC
- Таміка західна, Cisticola marginatus  LC
- Таміка заїрська, Cisticola carruthersi  LC
- Таміка-товстун, Cisticola robustus  LC
- Таміка строката, Cisticola natalensis  LC
- Таміка довгохвоста, Cisticola angusticaudus  LC
- Таміка саванова, Cisticola brachypterus  LC
- Таміка віялохвоста, Cisticola juncidis  LC
- Таміка карликова, Cisticola ayresii  LC

Родина Очеретянкові (Acrocephalidae)
- Жовтовик тонкодзьобий, Calamonastides gracilirostris  VU
- Берестянка бліда, Iduna pallida  LC
- Жовтовик темноголовий, Iduna natalensis  LC
- Жовтовик гірський, Iduna similis  LC
- Берестянка звичайна, Hippolais icterina  LC
- Очеретянка лучна, Acrocephalus schoenobaenus  LC
- Очеретянка чагарникова, Acrocephalus palustris  LC
- Очеретянка ставкова, Acrocephalus scirpaceus  LC
- Очеретянка африканська, Acrocephalus baeticatus  LC
- Очеретянка світлоброва, Acrocephalus gracilirostris  LC
- Очеретянка бура, Acrocephalus rufescens  LC
- Очеретянка велика, Acrocephalus arundinaceus  LC

Родина Кобилочкові (Locustellidae)
- Широкохвіст африканський, Catriscus brevirostris  LC
- Куцокрил східний, Bradypterus lopezi  LC
- Куцокрил брунатний, Bradypterus cinnamomeus  LC
- Куцокрил прудкий, Bradypterus graueri
- Куцокрил болотяний, Bradypterus baboecala  LC
- Куцокрил угандійський, Bradypterus carpalis  LC

Родина Hirundinidae
- Ластівка мала, Riparia paludicola  LC
- Ластівка берегова, Riparia riparia  LC
- Ластівка білоброва, Riparia cincta  LC
- Ластівка афро-азійська, Ptyonoprogne fuligula  LC
- Ластівка сільська, Hirundo rustica  LC
- Ластівка ангольська, Hirundo angolensis  LC
- Ластівка ниткохвоста, Hirundo smithii  LC
- Ластівка довгохвоста, Hirundo atrocaerulea (A)  VU
- Ластівка даурська, Cecropis daurica  LC
- Ластівка абісинська, Cecropis abyssinica  LC
- Ластівка рудочерева, Cecropis semirufa  LC
- Ластівка менегальська, Cecropis senegalensis  LC
- Ластівка міська, Delichon urbicum  LC
- Жалібничка білоголова, Psalidoprocne albiceps  LC
- Жалібничка білоплеча, Psalidoprocne pristoptera  LC
- Ластівка сірогуза, Pseudhirundo griseopyga  LC

Родина Бюльбюлеві (Pycnonotidae)
- Бюльбюль тонкодзьобий, Stelgidillas gracilirostris  LC
- Бюльбюль-обручник, Neolestes torquatus (Ex)
- Бюльбюль жовтий, Arizelocichla kakamegae
- Бюльбюль угандійський, Arizelocichla kikuyuensis
- Жовточеревець сенегальський, Atimastillas flavicollis  LC
- Бюльбюль криводзьобий, Eurillas curvirostris  LC
- Бюльбюль вусатий, Eurillas latirostris  LC
- Бюльбюль малий, Eurillas virens  LC
- Торо сивоголовий, Phyllastrephus scandens
- Торо вохристий, Phyllastrephus cabanisi  LC
- Торо східний, Phyllastrephus flavostriatus  LC
- Бюльбюль темноголовий, Pycnonotus barbatus  LC

Родина Вівчарикові (Phylloscopidae)
- Вівчарик жовтобровий, Phylloscopus sibilatrix
- Вівчарик весняний, Phylloscopus trochilus
- Вівчарик-ковалик, Phylloscopus collybita (A)
- Вівчарик брунатний, Phylloscopus umbrovirens  LC
- Вівчарик рудощокий, Phylloscopus laetus

Родина Вертункові (Scotocercidae)
- Тезія жовтогорла, Urosphena neumanni

Родина Кропив'янкові (Sylviidae)
- Тимелія чорноголова, Sylvia atriceps
- Кропив'янка чорноголова, Sylvia atricapilla
- Кропив'янка садова, Sylvia borin
- Кропив'янка сіра, Sylvia communis

Родина Окулярникові (Zosteropidae)
- Окулярник сенегальський, Zosterops senegalensis

Родина Pellorneidae
- Тимелія вохриста, Illadopsis fulvescens  LC
- Тимелія гірська, Illadopsis pyrrhoptera  LC

Родина Leiothrichidae
- Кратеропа маскова, Turdoides sharpei  LC
- Кратеропа ангольська, Turdoides hartlaubii
- Кратеропа бура, Turdoides jardineii  LC
- Злочик заїрський, Turdoides rufocinctus

Родина Підкоришникові (Certhiidae)
- Salpornis salvadori

Родина Ґедзеїдові (Buphagidae)
- Ґедзеїд червонодзьобий, Buphagus erythrorhynchus
- Ґедзеїд жовтодзьобий, Buphagus africanus

Родина Шпакові (Sturnidae)
- Шпак жовтоголовий, Creatophora cinerea  LC
- Шпак-куцохвіст аметистовий, Cinnyricinclus leucogaster  LC
- Моріо тонкодзьобий, Onychognathus tenuirostris  LC
- Моріо малий, Onychognathus walleri  LC
- Шпак-куцохвіст рудочеревий, Poeoptera sharpii  LC
- Шпак-гострохвіст угандійський, Poeoptera stuhlmanni  LC
- Мерл бронзовоголовий, Lamprotornis purpuroptera  LC
- Мерл темнощокий, Lamprotornis splendidus  LC
- Мерл зелений, Lamprotornis chalybaeus  LC

Родина Дроздові (Turdidae)
- Вагал білохвостий, Neocossyphus poensis  LC
- Квічаль абісинський, Geokichla piaggiae  LC
- Дрізд абісинський, Turdus abyssinicus  LC
- Дрізд африканський, Turdus pelios  LC

Родина Muscicapidae
- Мухоловка темна, Muscicapa adusta  LC
- Мухоловка сіра, Muscicapa striata  LC
- Мухоловка попеляста, Muscicapa caerulescens  LC
- Мухоловка болотяна, Muscicapa aquatica  LC
- Мухоловка ліберійська, Muscicapa cassini
- Мухарка бліда, Agricola pallidus  LC
- Мухоловка сива, Myioparus plumbeus  LC
- Мухарка жовтоока, Melaenornis ardesiacus
- Мухарка південна, Melaenornis pammelaina  LC
- Мухарка сіровола, Melaenornis fischeri  LC
- Альзакола саванова, Cercotrichas hartlaubi  LC
- Альзакола білоброва, Cercotrichas leucophrys  LC
- Золотокіс малий, Cossyphicula roberti
- Золотокіс рувензорський, Cossypha archeri
- Золотокіс садовий, Cossypha caffra  LC
- Золотокіс синьоплечий, Cossypha cyanocampter  LC
- Акалат білобровий, Cossypha polioptera  LC
- Золотокіс білобровий, Cossypha heuglini  LC
- Золотокіс рудоголовий, Cossypha natalensis  LC
- Золотокіс сіроголовий, Cossypha niveicapilla  LC
- Тирч вохристоволий, Cichladusa arquata (А)  LC
- Колоратка чорногорла, Pogonocichla stellata  LC
- Червеняк білобровий, Chamaetylas poliocephala  LC
- Червеняк червоногорлий, Chamaetylas poliophrys
- Колоратка лісова, Stiphrornis erythrothorax (A)  LC
- Акалат білочеревий, Sheppardia aequatorialis  LC
- Мухоловка кавказька, Ficedula semitorquata  LC
- Мухоловка білошия, Ficedula albicollis (A)  LC
- Горихвістка звичайна, Phoenicurus phoenicurus  LC
- Скеляр строкатий, Monticola saxatilis (А)  LC
- Скеляр ангольський, Monticola angolensis  LC
- Трав'янка лучна, Saxicola rubetra  LC
- Трав'янка чорноголова, Saxicola torquatus  LC
- Камінчак рудочеревий, Thamnolaea cinnamomeiventris  LC
- Смолярик чорний, Myrmecocichla nigra  LC
- Смолярик савановий, Myrmecocichla collaris
- Кам'янка звичайна, Oenanthe oenanthe  LC
- Кам'янка чорнолоба, Oenanthe pileata (A)  LC
- Кам'янка попеляста, Oenanthe isabellina (A)  LC
- Трактрак рудохвостий, Oenanthe familiaris  LC

Родина Modulatricidae
- Какамега, Kakamega poliothorax

Родина Нектаркові (Nectariniidae)
- Саїманга фіолетова, Anthreptes longuemarei  LC
- Саїманга мала, Anthreptes seimundi
- Саїманга зеленовола, Hedydipna collaris  LC
- Нектарик зеленоголовий, Cyanomitra verticalis  LC
- Нектарик синьогорлий, Cyanomitra cyanolaema  LC
- Нектарик синьоголовий, Cyanomitra alinae
- Нектарик оливковий, Cyanomitra olivacea  LC
- Нектарець зеленогорлий, Chalcomitra rubescens  LC
- Нектарець аметистовий, Chalcomitra amethystina  LC
- Нектарець червоноволий, Chalcomitra senegalensis  LC
- Нектарка угандійська, Nectarinia purpureiventris  LC
- Нектарка бронзова, Nectarinia kilimensis  LC
- Нектарка малахітова, Nectarinia famosa  LC
- Нектарка червонобока, Nectarinia johnstoni  LC
- Маріка смарагдова, Cinnyris chloropygius  LC
- Маріка гірська, Cinnyris stuhlmanni  LC
- Маріка північна, Cinnyris reichenowi  LC
- Маріка королівська, Cinnyris regius  LC
- Маріка багряногруда, Cinnyris rockefelleri  LC
- Маріка-ельф, Cinnyris pulchellus (А)  LC
- Маріка чорнокрила, Cinnyris mariquensis  LC
- Маріка суданська, Cinnyris erythrocercus  LC
- Маріка пурпуровосмуга, Cinnyris bifasciatus  LC
- Маріка різнобарвна, Cinnyris venustus  LC
- Маріка міднобарвна, Cinnyris cupreus  LC

Родина Ткачикові (Ploceidae)
- Алекто червонодзьобий, Bubalornis niger (А)  LC
- Малімб червоноголовий, Anaplectes rubriceps  LC
- Ткачик золотолобий, Ploceus baglafecht  LC
- Ткачик малий, Ploceus luteolus  LC
- Ткачик тонкодзьобий, Ploceus pelzelni  LC
- Ткачик короткокрилий, Ploceus nigricollis  LC
- Ткачик чорногорлий, Ploceus ocularis  LC
- Ткачик чорночеревий, Ploceus melanogaster  LC
- Ткачик заїрський, Ploceus alienus  LC
- Ткачик шафрановий, Ploceus xanthops  LC
- Ткачик очеретяний, Ploceus castanops  LC
- Ткачик савановий, Ploceus intermedius  LC
- Ткачик західний, Ploceus nigerrimus  LC
- Ткачик великий, Ploceus cucullatus  LC
- Ткачик чорноголовий, Ploceus melanocephalus  LC
- Ткачик лісовий, Ploceus bicolor  LC
- Ткачик буроголовий, Ploceus insignis  LC
- Ткачик товстодзьобий, Ploceus superciliosus  LC
- Квелія кардиналова, Quelea cardinalis  LC
- Квелія червоноголова, Quelea erythrops  LC
- Квелія червонодзьоба, Quelea quelea  LC
- Вайдаг вогнистий, Euplectes orix  LC
- Вайдаг чорнокрилий, Euplectes hordeaceus  LC
- Вайдаг товстодзьобий, Euplectes capensis  LC
- Вайдаг білокрилий, Euplectes albonotatus  LC
- Вайдаг великий, Euplectes ardens  LC
- Вайдаг червоноплечий, Euplectes axillaris  LC
- Ткачик білолобий, Amblyospiza albifrons  LC

Родина Астрильдові (Estrildidae)
- Нігрита чорнолоба, Nigrita canicapillus  LC
- Нігрита білочерева, Nigrita fusconotus  LC
- Астрильдик чорнохвостий, Nesocharis ansorgei
- Астрильд ефіопський, Coccopygia quartinia  LC
- Астрильд зелений, Mandingoa nitidula  LC
- Червоногуз заїрський, Cryptospiza shelleyi
- Червоногуз темний, Cryptospiza jacksoni
- Червоногуз ефіопський, Cryptospiza salvadorii  LC
- Червоногуз зеленоголовий, Cryptospiza reichenovii
- Астрильд болотяний, Estrilda paludicola  LC
- Астрильд золотощокий, Estrilda melpoda
- Астрильд червонокрилий, Estrilda rhodopyga  LC
- Астрильд смугастий, Estrilda astrild  LC
- Астрильд білочеревий, Estrilda nonnula  LC
- Астрильд червонобокий, Estrilda kandti  LC
- Астрильд чорнощокий, Brunhilda erythronotos  LC
- Синьодзьоб червоноголовий, Spermophaga ruficapilla  LC
- Астрильд-метелик червонощокий, Uraeginthus bengalus  LC
- Краплик темний, Euschistospiza cinereovinacea
- Перлистик червоноволий, Hypargos niveoguttatus  LC
- Мельба строката, Pytilia melba  LC
- Мельба золотокрила, Pytilia afra  LC
- Амарант червонодзьобий, Lagonosticta senegala  LC
- Амарант червоний, Lagonosticta rubricata  LC
- Бенгалик золотогрудий, Sporaeginthus subflavus  LC
- Луговик чорнощокий, Ortygospiza atricollis
- Сріблодзьоб чорноволий, Spermestes cucullata  LC
- Сріблодзьоб строкатий, Spermestes bicolor  LC

Родина Вдовичкові (Viduidae)
- Вдовичка білочерева, Vidua macroura
- Вдовичка широкохвоста, Vidua obtusa
- Вдовичка райська, Vidua paradisaea (A)
- Вдовичка червононога, Vidua chalybeata
- Зозульчак, Anomalospiza imberbis

Родина Горобцеві (Passeridae)
- Горобець хатній, Passer domesticus (I)
- Горобець сіроголовий, Passer griseus

Родина Плискові (Motacillidae)
- Плиска капська, Motacilla capensis  LC
- Плиска ефіопська, Motacilla clara  LC
- Плиска гірська, Motacilla cinerea  LC
- Плиска жовта, Motacilla flava  LC
- Плиска строката, Motacilla aguimp  LC
- Плиска біла, Motacilla alba  LC
- Щеврик рудий, Anthus cinnamomeus  LC
- Щеврик довгодзьобий, Anthus similis  LC
- Щеврик-велет, Anthus leucophrys  LC
- Щеврик смугастий, Anthus lineiventris  LC
- Щеврик лісовий, Anthus trivialis  LC
- Щеврик червоногрудий, Anthus cervinus  LC
- Щеврик короткохвостий, Anthus brachyurus
- Пікулик жовтогорлий, Macronyx croceus  LC

Родина В'юркові (Fringillidae)
- Івуд, Linurgus olivaceus  LC
- Щедрик жовтолобий, Crithagra mozambica  LC
- Щедрик діадемовий, Crithagra frontalis  LC
- Щедрик папірусовий, Crithagra koliensis  LC
- Щедрик чорногорлий, Crithagra atrogularis  LC
- Щедрик акацієвий, Crithagra sulphurata  LC
- Щедрик строкатий, Crithagra striolata  LC
- Щедрик товстодзьобий, Crithagra burtoni  LC
- Щедрик цитриновий, Serinus flavivertex  LC

Родина Вівсянка (Emberizidae)
- Вівсянка білоброва, Emberiza cabanisi
- Вівсянка жовточерева, Emberiza flaviventris  LC
- Вівсянка каштанова, Emberiza tahapisi  LC